# 香港資訊及通訊科技獎
香港資訊及通訊科技獎是香港的一系列重點創新科技奬項，每年由香港政府資訊科技總監辦公室舉辦。

## 簡介
該獎項分為商業方案、數碼娛樂、金融科技、資訊科技初創企業、智慧生活、智慧市民奬、智慧出行奬、學生創新八個類別，每個類別分別頒發金、銀、銅奬。獎項每年均獲主要媒體報道。 